# いつもさよならを
「いつもさよならを」(Ev'ry Time We Say Goodbye) は、コール・ポーターが作詞・作曲したポピュラーなジャズの楽曲。グレイト・アメリカン・ソングブックの一部とされる楽曲のひとつであり、チャペル& Co.が出版し、1944年にビリー・ローズのミュージカル・レビュー『Seven Lively Arts』の中で、ナン・ウィンとジェア・マクマホン (Jere McMahon) が初演した。
歌詞の内容は、歌い手が愛する人と一緒にいるときの幸福感と、いつもふたりが別れるときの辛さを歌っている。それを表現するため、「change from major to minor」という歌詞のところで、音楽的な比喩として「長調から短調への転調」が盛り込まれている。ポーターは、この部分を変イ長調 (A♭ major) のコードで楽曲を始め、それを変イ短調 (A♭ minor) のコードで閉じることで、楽曲の雰囲気を歌詞に合わせている。
1945年には、ベニー・グッドマン・クインテットが、ボーカルにペギー・マンを起用して、この曲をヒットさせた。

## その他のおもな録音
| ミュージシャン                                   | アルバム                                              | 年   | 出典  |
| ------------------------------------------------ | ----------------------------------------------------- | ---- | ----- |
| レイ・チャールズ、ベティ・カーター               | Ray Charles and Betty Carter                          | 1961 | [ 5 ] |
| ジョン・コルトレーン                             | マイ・フェイヴァリット・シングス (My Favorite Things) | 1961 | [ 5 ] |
| エラ・フィッツジェラルド                         | Ella Fitzgerald Sings the Cole Porter Song Book       | 1956 | [ 5 ] |
| ハイ・ローズ                                     | Now                                                   | 1981 | [ 6 ] |
| シンプリー・レッド                               | Men and Women                                         | 1987 | [ 5 ] |
| アニー・レノックス                               | Red Hot + Blue                                        | 1990 | [ 5 ] |
| ダイアナ・クラール                               | Quiet Nights                                          | 2009 | [ 5 ] |
| テディ・ウィルソン・ウィズ・マキシン・サリヴァン |                                                       | 1945 | [ 5 ] |